# Fenestrida
Fenestrida é uma ordem de briozoários extintos no Permiano ou talvez no Triássico Inferior.

## Classificação
- Ordem Fenestrida Elias e Condras, 1957
  - Família Acanthocladiidae Ulrich, 1890
  - Família Admiratellidae Morozova, 1992
  - Família Carnocladiidae Ernst, 2001
  - Família Chainodictyonidae Nickles e Bassler, 1900
  - Família Enalloporidae Lavrenteva, 1979
  - Família Fenestellidae King, 1849
  - Família Fenestraliidae Morozova, 1963
  - Família Fenestraporidae Xia, 2002
  - Família Phylloporinidae Ulrich, 1890
  - Família Polyporidae Vine, 1884
  - Família Ralfinidae Lavrenteva, 1985
  - Família Sardesoninidae Lavrenteva, 1985
  - Família Semicosciniidae Morozova, 1987
  - Família Septatoporidae Engel, 1975
  - Família Septoporidae Morozova, 1962